# Sergio Caballero
Sergio Caballero (Vila-real, 1975) és un actor i director de teatre valencià. La seua activitat s'ha centrat en la interpretació al cinema, la televisió i el teatre, on també ha dirigit algunes obres.
Caballero ha guanyat popularitat arran de les seus aparicions a sèries de televisió com "Laberint d'ombres" (5 capitols el 2000) o "Porca misèria" (2005-2007) per a TV3; també per a Canal 9 ha interpretat papers protagonistes a exitoses sèries com "Autoindefinits" (2005-2006), "Maniàtics" (2007-2008), "Singles" (2008), "Unió Musical Da Capo" (2009-2010) o "L'Alqueria Blanca'' (2013). Al cinema destaca la seua participació a "Son de Mar" (2001) de Bigas Luna o a "Benvingut a Farewell-Gutmann" (2008) de Xavi Puebla, tot i que apareix a més d'una decena de curtmetratges destacant "Viernes" (2000) de Xavi Puebla amb una nominació al Premi Goya al Millor curtmetratge de ficció.
El teatre ha sigut la principal vessant professional de Sergio Caballero, tant com a actor com a director.
Juntament amb la seua parella en aquell moment, l'actriu Abril Zamora, va fundar la companyia teatral Oscura Teatre a 2007. Junts van representar les obres El congelador (2008), La indiferència dels armadills (2009), Totes mortes (2010), Cançons i amor amb formatge (2011), Xiquet mort vestit de pallasso (2012), totes amb text de Zamora.
A més, ha format part d'espectacles de companyies importants com Albena Teatre, Teatres de la Generalitat Valenciana, la Fura dels Baus o Mutis pel Fòrum, on ha desenvolupat la seua tasca com a director. En l'obra "Les criades" de Jean Genet, on interpretava un personatge femení sota la direcció d'Antonio Díaz Zamora, va aconseguir el Premi al Millor Actor a la 12a Mostra de Teatre de Barcelona (2007) i la nominació com a Millor Actor als Premis Abril del mateix any.
Sergio Caballero estudià música de menut, participant en l'orquestra de pols i pua Francesc Tàrrega de Vila-real. Més tard formaria un grup de música per a recórrer les discoteques amb els seus companys de joventut. Aquestos antecedents li valgueren per a interpretar a un jove director de banda a la sèrie Unió Musical Da Capo.

## Filmografia

### Cinema
- El amante bilingüe - Vicente Aranda (1993)
- Son de mar - Bigas Luna (2001)
- Noche de fiesta - Xavi Puebla (2002)
- Viernes (curt) - Xavi Puebla (2002)
- Ronda de nit (curt) - Ramón Térmens (2003)
- Bitter kas (curt) - Eduard Grau (2004)
- Querer (curt) - Marcelo Bukin (2005)
- Faltas leves - Jaume Bayarri i Manuel Valls (2006)
- Benvingut a Farewell-Gutmann - Xavi Puebla (2008)
- Les sabatilles de Laura (curt) - Óscar Bernàcer (2009)
- Chocapaquete (curt) - Juanjo Moscardó Rius (2010)
- Donde el olor del mar no llega - Lilian Rosado González (2010)
- Conchín se lo traga (curt) - Ana Lorenz i Abril Zamora (2010)
- 9 meses - Miguel Perelló (2010)
- La victoria de Úrsula (curt) - Julio Martí i Nacho Ruipérez (2011)
- Cinco metro cuadrados - Max Lemcke (2011)
- En fuera de juego - David Marqués (2011)
- El hombre de las mariposas - Maxi Valero (2011)
- Las olas - Alberto Morais (2011)
- A puerta fría - Xavi Puebla (2012)
- Los chicos del puerto - Alberto Morais (2013)
- Miniaturas (curt) - Vicente Bonet (2014)
- Bikini: una historia real (curt) - Pedro Zaragoza (2014)
- Un millón (curt) - Álex Rodrigo (2014)
- Tanatopraxia (curt) - Víctor Palacios (2014)
- Matar el tiempo - Antonio Hernández (2015)
- La revolución de los ángeles - Marc Barbena (2015)
- Juego de familia - Belén Macías (2016)
- Un lugar (curt) - Iván Fernández de Córdoba (2016)
- La madre - Alberto Morais (2016)
- Dieciocho (curt) - Tonet Ferrer (2016)
- La familia (Dementia) - Giovanna Ribes (2016)
- Brava - Roser Aguilar (2017)
- Els llebrers (The greyhounds) (curt) - Iñaki Sánchez (2018)
- De púrpura y escarlata - Juanra Fernández (2018)
- Asamblea - Álex Montoya (2019)
- Elsa (curt) - Albert Carbó (2020)
- Coses a fer abans de morir - Cristina Fernández Pintado i Miguel Llorens (2020)

### Televisió
- Nissaga de poder - TV3 (1998)
- Laura - TV3 (1998)
- Laberint d'ombres - TV3 (2000)
- Psico express - TV3 (2002)
- El cor de la ciutat - TV3 (2003)
- Ana y los 7 - TVE (2004)
- Hospital Central - Telecinco (2004)
- La sopa boba - Antena 3 (2004)
- El cruce (TV movie) - Juan Carlos Claver (2004)
- Sprint final (TV movie) - Juan Carlos Claver (2005)
- Electroshock (TV movie) - Juan Carlos Claver (2006)
- El comisario - Telecinco (2002-2006)
- Cartas de Sorolla (TV movie) - José Antonio Escrivá (2006)
- El concursazo (TV movie) - Domingo Rodes (2007)
- Maniàtics - Canal 9 (2007)
- Pacient 33 (TV movie) - Sílvia Quer (2007)
- Porca misèria - TV3 (2005-2007)
- Alan muere al final de la película (TV movie) - Xavier Manich (2007)
- Flor de Mayo (TV movie) - José Antonio Escrivá (2008)
- Ventdelplà - TV3 (2010)
- Cuatro estaciones (TV movie) - Marcel Barrena (2010)
- Unió Musical da Capo - Canal 9 (2009-2010)
- Infidels - TV3 (2011)
- Emilia Pardo Bazán, la condesa rebelde (TV movie) - Zaza Ceballos (2011)
- El secreto de Puente Viejo - Antena 3 (2012)
- La que se avecina - Telecinco (2012)
- Vive cantando - Antena 3 (2013)
- 1.000 maneres de menjar-se un ou (TV movie) - Rafa Montesinos (2013)
- Cuéntame como pasó - TVE (2014)
- La riera - TV3 (2015-2016)
- Fugitiva - TVE (2018)
- La dona del segle (TV movie) - Silvia Quer (2018)
- La vall - À Punt (2018)
- El embarcadero - Movistar+ (2019-2020)
- Diumenge paella - À Punt (2020)
- La fossa - TV3 i À Punt (2020)
- La mort de Guillem (TV movie) - Carlos Marques-Marcet (2020)
- Després de tu - À Punt, TV3 i IB3 (2022)